# Johann Karl Wilhelm Illiger taxonjai
Ezen a listán azok a taxon nevek szerepelnek, amelyeket Johann Karl Wilhelm Illiger (1775 – 1813) alkotott. Azok a taxon nevek, amelyek nincsenek belinkelve, manapság csak szinonimaként használtak (az alábbi lista nem teljes):

## Emlősök

### Erszényesek
- erszényesek (Marsupialia) Illiger, 1811

### Páncélos vendégízületesek
- Dasypus decumanus Illiger, 1815 - kilencöves tatu

### Szőrös vendégízületesek
- Choloepus Illiger, 1811

### Ormányosok
- ormányosok (Proboscidea) Illiger, 1811

### Tengeritehenek
- tengeritehenek (Sirenia) Illiger, 1811
- Rytina cetacea (Illiger, 1815) - Steller-tengeritehén

### Párosujjú patások

#### Tevefélék
- tevealakúak (Tylopoda) Illiger, 1811
- Auchenia Illiger, 1811 - Lama
- Llacma Illiger, 1815 - Lama
- Lama glama lama (Illiger, 1811) - láma

#### Pekarifélék
- Tayassu pecari albirostris Illiger, 1815

#### Szarvasfélék
- lápi szarvas (Blastocerus dichotomus) (Illiger, 1815)
- Cervus dichotomus Illiger, 1815 - lápi szarvas
- Mazama americana rufa Illiger, 1815

### Eulipotyphla
- Condylura Illiger, 1811
- Scalops Illiger, 1811 - Scalopus

### Ragadozók
- sörényes farkas (Chrysocyon brachyurus) (Illiger, 1815)
- Megalotis cerda Illiger, 1811 - sivatagi róka
- Odobenus rosmarus divergens Illiger, 1815
- Cercoleptes Illiger, 1811 - farksodró
- Prochilus Illiger, 1811 - ajakos medve

### Tobzoskák
- Manis laticauda Illiger, 1815 - indiai tobzoska
- óriás tobzoska (Smutsia gigantea) (Illiger, 1815)
- Manis gigantea Illiger, 1815 - óriás tobzoska

### Rágcsálók

#### Pikkelyesfarkúmókus-alkatúak
- Pedetes Illiger, 1811

#### Sülalkatúak
- Bathyergus Illiger, 1811
- Georychus Illiger, 1811
- agutik (Dasyprocta) Illiger, 1811
- Coelogenys Illiger, 1811 - Cuniculus
- Loncheres Illiger, 1811 - Echimys

#### Egéralkatúak
- Muroidea Illiger, 1811
- Murina Illiger, 1811 - Muroidea
- Hypudaeus Illiger, 1811 - lemming
- Lemmus migratorius (Illiger, 1815) - szibériai lemming
- Reithrodon physodes (Illiger, 1815) - Reithrodon auritus
- egérfélék (Muridae) Illiger, 1811
- Meriones Illiger, 1811
- Meriones Illiger, 1811 - Meriones emlősnem egyik alneme
- egérformák (Murinae) Illiger, 1811
- Murina Illiger, 1811 - egérformák

### Főemlősök
- Hylobates Illiger, 1811

## Madarak

### Hoacinalakúak
- Opisthocomus Illiger, 1811

### Lilealakúak
- Actitis Illiger, 1811

### Újvilági keselyűalakúak
- Cathartes Illiger, 1811

### Harkályalakúak
- arasszári (Pteroglossus) Illiger, 1811

### Verébalakúak
- verébfélék (Passeridae) Illiger, 1811

### Viharmadár-alakúak
- cethojsza (Pachyptila) Illiger, 1811

### Eurypygiformes
- Eurypyga Illiger, 1811

## Ízeltlábúak

### Fogólábúak
- Empusa Illiger, 1798

### Csótányok
- Blaberus colosseus (Illiger, 1801)

### Botsáskák
- Phyllium Illiger, 1798

### Félfedelesszárnyúak
- vérfoltos kabóca (Cercopis vulnerata) Illiger in Rossi, 1807
- nagy búvárpoloska (Corixa punctata) (Illiger, 1807)

### Bogarak
- ragyás futrinka (Carabus cancellatus) Illiger, 1798
- Melolontha papposa Illiger, 1803

### Hártyásszárnyúak
- Anthrena Illiger, 1801 Emend. - Andrena
- Andrena stragulata Illiger, 1806
- Andrena strohmella Illiger, 1806

### Lepkék
- Phoebis philea thalestris (Illiger, 1801)
- Papilio philea thalestris Illiger, 1801 - Phoebis philea thalestris
- Brassolis (Illiger, 1807) - Morpho
- Caligo beltrao (Illiger, 1801)